# Hermann-Grochtmann-Museum

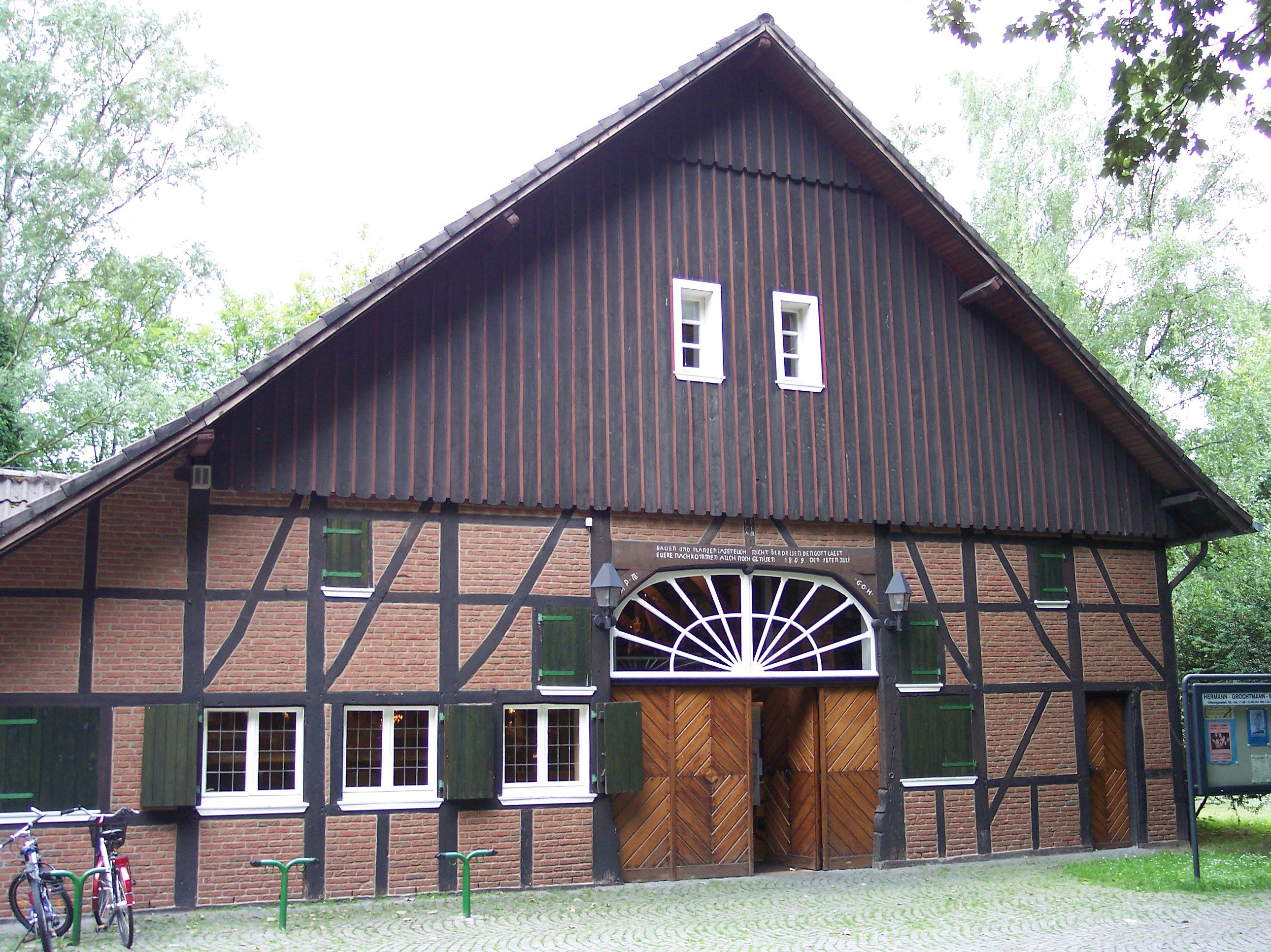
Der Dorfschultenhof beherbergt das Museum

Das Hermann-Grochtmann-Museum in Datteln sammelt als städtisches Museum frühgeschichtliche Funde und zeigt die Geschichte der Landgemeinde sowie die jüngere Industriegeschichte der Bergbau- und Kanalstadt. Es wurde ab November 2016 für die Volkshochschule umgebaut und ist seither als Museum geschlossen.

## Gebäude
Das Museum ist im Dorfschultenhof untergebracht, einem 1809 erbauten, dreischiffigen, typisch westfälischen Hallenhaus. Der Dorfschultenhof steht auf dem ältesten Hofgrundstück Dattelns und befindet sich seit 1911 im Besitz der Stadt.

## Geschichte
Bereits 1927 wurden im heute denkmalgeschützten Dorfschultenhof erste kulturgeschichtliche Sammlungen aufbewahrt. 1936 wurde er städtisches Museum. 1969 wurde der Hof nach dem Oberstudienrat und Heimatforscher Hermann Grochtmann benannt.
1988 wurde das Museum nach mehrjähriger Renovierung in neuer Konzeption wieder eröffnet. In Zusammenarbeit mit der Frauengeschichtswerkstatt entwickelte das Museum unter anderem den Rundgang Frauenalltag in der Binnenschifffahrt durch das Kanalkreuz Datteln, mit dem es in die Route der Industriekultur aufgenommen wurde.

## Ausstellung
- Bis zum Umbau waren im Erdgeschoss die Funde aus der Frühgeschichte (Stein-, Bronze- und Eisenzeit) ausgestellt.
- Daran schloss sich die Zeit vom Mittelalter bis zum Beginn des 20. Jahrhunderts an, in der Datteln als Landgemeinde von Landwirtschaft, Handwerk und Handel geprägt und das Kirchspiel Datteln eines der größten Kirchspiele im Vest war.
- Die Räume im Obergeschoss widmeten sich sowohl der Industrialisierung, dem Kanalbau als auch der Zeitgeschichte von der Kaiserzeit bis zur Bundesrepublik. Der Bergbau erreichte 1906 mit der Zeche Emscher-Lippe die Stadt, der Kanalbau begann bereits 1899 mit dem Dortmund-Ems-Kanal.
- Das Dachgeschoss bietet Raum für Wechselausstellungen zu heimatkundlichen und kulturgeschichtlichen Themen und von Künstlern aus der Region, u. a. von Ulla Höpken.
- Exponate von besonderer Bedeutung sind die 1845 gefertigte Gussstahlglocken; es sind die ältesten aus Stahl gegossenen Glocken Deutschlands.